# Varghese Payyappilly Palakkappilly
 (avril 2018).
Si vous disposez d'ouvrages ou d'articles de référence ou si vous connaissez des sites web de qualité traitant du thème abordé ici, merci de compléter l'article en donnant les références utiles à sa vérifiabilité et en les liant à la section « Notes et références ».
Varghese Payyappilly Palakkappilly (8 août 1876 - 5 octobre 1929), est un prêtre catholique indien, de rite syro-malabare, et fondateur de la congrégation des sœurs des démunis. La cause pour sa béatification a été engagé par l'Église catholique, qui l'a pour le moment reconnu vénérable.

## Biographie
Varghese Payyappilly est issu d'une ancienne famille descendants des chrétiens de saint Thomas. Il grandit dans un milieu fervent où la pratique religieuse est omniprésente. L'une de ses nièces, Marie Céline Payyappilly (en) (1906-1993), religieuse chez les sœurs de la Mère du Carmel, est elle aussi servante de Dieu. Après s'être formé au séminaire pontifical de Kandy, au Sri Lanka, il est ordonné prêtre le 21 décembre 1907. Dès lors, Varghese sera, de 1913 à 1920 puis de 1922 à sa mort, le recteur de l'école Sant Mary à Aluva. Il suscita de nombreuses vocations sacerdotales parmi ses élèves, notamment celle de Joseph Parecattil (1912-1987), futur cardinal archevêque d'Ernakulam. En parallèle, Vargehese mènera de nombreux ministères en paroisse, où il s'ingénia à ramener les familles chrétiennes à la pratique religieuse, tenta de soulager la misère de la population et fit agrandir ou construire des églises. Membre du Conseil diocésain, il jouera une certaine influence sur le clergé local. En 1924, lors des inondations, il ouvrit l'école Sant Mary aux sinistrés et travailla à les sortir de la misère dans laquelle ils avaient été plongé. Sensible à la pauvreté et aux misères humaines, il fonda, le 19 mars 1927, la congrégation des Sœurs des Démunis, pour prendre soin des pauvres, des abandonnés, des malades et des exclus. Il meurt le 5 octobre 1929, âgé de 53 ans, emporté par une fièvre typhoïde.

## Béatification
Le 14 avril 2018, le pape François a reconnu que Varghese Payyappilly avait pratiqué les vertus chrétiennes à un degré héroïque, lui attribuant ainsi le titre de vénérable.